# 赠科乡
赠科乡，是中华人民共和国四川省甘孜藏族自治州白玉县下辖的一个乡镇级行政单位。

## 行政区划
赠科乡下辖以下地区：
扎马村、上巴卡村、洛巴二村、格沙村、热亚村、安卡村、格德西村、则达村、上比沙村、八垭村、下比沙村、定布沙村、热卡村、尼龙村、岳达村和洛巴一村。